# Giuseppe Lucchini
Giuseppe Lucchini (Montagnola, 10 settembre 1756 – San Pietroburgo, 29 gennaio 1829) è stato un architetto svizzero-italiano.

## Biografia
Figlio di Pietro e di una certa Anna Maria. Lavora come apprendista nei cantieri bergamaschi diretti dal padre architetto. Nel 1787 si reca a San Pietroburgo dove lavora alle dipendenze di Giacomo Quarenghi in diversi importanti cantieri sparsi per tutta la Russia.